# Bertrand Augier de la Tour
Bertrand Augier de la Tour (Camboulit, 1265 - Aviñón, 1332) fue un religioso franciscano francés.
Fue vicario general de su Orden de la Iglesia Católica y arzobispo de Salerno, en el reino de Nápoles. 
Augier de la Tour es creado cardenal por el Papa Juan XXII en el consistorio de 20 de diciembre de 1320. 
En la controversia sobre la pobreza, que defiende la posición de su orden y es reprendido por el Papa con las bulas Cum inter nonnullos de 1323. Tower presenta al Papa. Después de las declaraciones de ministro general Miguel de Cesena en 1328, el Papa dice que la orden del gobierno de Cardenal de La Tour como vicario general. Augier de la Torre es un famoso orador y teólogo con una gran cultura.

## Bibliografía

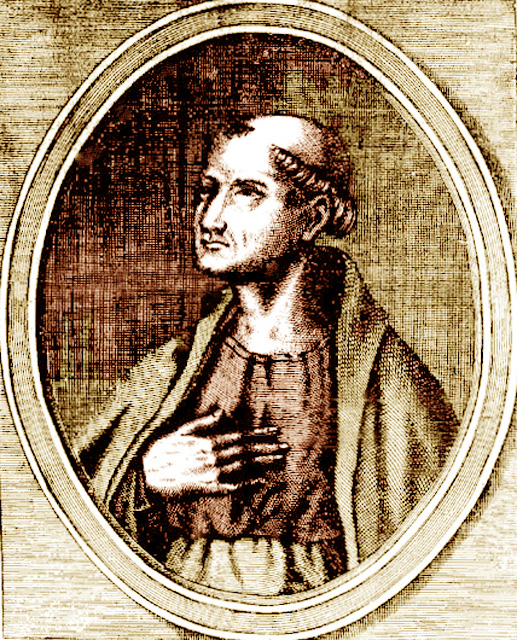
Cardenal. Bertrand Augier de la Tour